# Romeu Evangelista
Romeu Evangelista, detto Romeu (Esmeraldas, 27 maggio 1950), è un ex calciatore brasiliano, di ruolo attaccante.

## Biografia
Prima di cominciare la carriera di calciatore, era un ginnasta. In seguito al ritiro dal mondo del calcio si è trasferito a Barueri.

## Caratteristiche tecniche
Giocava come attaccante, posizionandosi sulla fascia sinistra e ricoprendo il ruolo di ala.

## Carriera

### Club
Cresciuto nel settore giovanile dell'Atlético, il tecnico Telê Santana lo promosse in prima squadra nel 1970. Nel 1971 fu titolare nel primo campionato nazionale, debuttando il 15 agosto 1971 all'Estádio Olímpico Monumental contro il Grêmio. Vinto quel torneo, Romeu continuò la sua militanza nel Galo per quattro ulteriori campionati, raggiungendo quota cento presenze con la maglia del club il 29 ottobre 1975 al Mineirão contro il Figueirense. Al termine del I Copa Brasil si trasferì al Corinthians, dove ritrovò l'ala destra Vaguinho; nel 1977 vinse il campionato Paulista con la nuova maglia, riportando così il trofeo nella bacheca corinthiana dopo ventitré anni. Con la società di San Paolo Romeu fu titolare nei quattro tornei nazionali che giocò, ma segnò meno rispetto alla precedente esperienza con l'Atlético; nel 1979 vinse un altro Paulistão, e nel 1981 passò al Palmeiras, rivale statale del Corinthians. Dopo cinque partite del Taça de Ouro 1981, espatriò per la prima volta in carriera, firmando un contratto per i colombiani del Millonarios, dove rimase per tre stagioni. Nel 1983 tornò in Brasile per ritirarsi con la maglia del Nacional-SP.

### Nazionale
Nel 1975 ottenne la convocazione per la Copa América. Fece dunque il suo esordio il 31 luglio a Caracas contro il Venezuela, segnando dopo due minuti di gioco. Fu poi presente per i tre incontri successivi contro Argentina e Venezuela, sempre da titolare. Ottenuto l'ingresso alla fase successiva, fu presente dall'inizio anche nella doppia semifinale contro il Perù sia al Mineirão che a Lima. Il suo bilancio in Nazionale è quindi di sei partite e una rete segnata.

## Palmarès

### Club

#### Competizioni nazionali
- Campionato Mineiro: 1

Atlético Mineiro: 1970
- Campionato brasiliano: 1

Atlético Mineiro: 1971
- Campionato paulista: 2

Corinthians: 1977, 1979